# Didascalie
O didascalie este o indicație scenică în cadrul unei piese de teatru, de cele mai multe ori marcată între paranteze drepte „[   ]”.

## Etimologie
Cuvântul « didascalie » provine din limba greacă «διδασκαλια» (didascalia), învățătură, instrucție, din verbul «διδάσχειν», (didaskein), «a învăța», «a instrui»
Definiție:
Didascalia, învățătură. Remarcile autorului din partea inițială a operei dramatice cu privire la personaje, timp, spațiu și din parantezele textului în calitate de instrucțiuni adresate actorilor cu referire la valențele personajelor pe care le reprezintă sau la jocul scenic.